# بطولة آسيا للرماية بالبندقية 2022
بطولة آسيا للرماية بالبندقية 2022، هي بطولة آسيا العاشرة للرماية بالبنادق والتي أقيمت في الفترة من 30 يوليو إلى 7 أغسطس 2022، في نادي أسانوف للرماية، ألماتي العاصمة السابقة لكازاخستان.

## ملخص الميداليات

### الرجال
| الألعاب       | الذهبية                                                     | الفضية                                                       | البرونزية                                                         |
| ------------- | ----------------------------------------------------------- | ------------------------------------------------------------ | ----------------------------------------------------------------- |
| الرماية       | ناصر المقلد · الكويت                                        | راشد حمد العذبة · قطر                                        | يو هايتشنغ · الصين                                                |
| الرماية (فرق) | الصين · قوه يوخاو · تشي ينغ · يو هايتشنغ                    | الكويت · عبد الرحمن الفيحان · ناصر المقلد · طلال الرشيدي     | السعودية · فيصل الدجاني · فهد المطيري · محمد الشريدة              |
| السكيت        | عبد العزيز السعد · الكويت                                   | ألكسندر ييخشينكو · كازاخستان                                 | إدوارد ييخشينكو · كازاخستان                                       |
| السكيت (فرق)  | قطر · مسعود صالح العذبة · رشيد صالح حمد · عبد العزيز العطية | الكويت · عبد الله الرشيدي · منصور الرشيدي · عبد العزيز السعد | كازاخستان · ديفيد بوتشيفالوف · ألكسندر ييخشينكو · إدوارد ييخشينكو |

### السيدات
| الألعاب       | الذهبية                                                           | الفضية                                                                   | البرونزية                                                               |
| ------------- | ----------------------------------------------------------------- | ------------------------------------------------------------------------ | ----------------------------------------------------------------------- |
| الرماية       | سارة الحوال · الكويت                                              | وو تسويتسوي · الصين                                                      | سارسنكول ريسبكوفا · كازاخستان                                           |
| الرماية (فرق) | الصين · وانغ شياوجينغ · وانغ شينيي · وو تسويتسوي                  | الكويت · هاجر عبد الملك · سارة الحوال · شهد الحوال                       | كازاخستان · ماريا دميتريينكو · آيجان دوسماغامبيتوفا · سارسنكول ريسبكوفا |
| السكيت        | زويا كرافتشينكو · كازاخستان                                       | وي نينغ · الصين                                                          | آسيم أورينباي · كازاخستان                                               |
| السكيت (فرق)  | كازاخستان · أناستاسيا مولشانوفا · آسيم أورينباي · زويا كرافتشينكو | تايلاند · إيسارابا إيمبراسيرتسوك · سوتيا جيو تشالوميت · ناتشايا سوتاربون | الصين · تشي يوفي · هوانغ سيتسو · وي نينغ                                |

### مختلط
| الألعاب       | الذهبية                             | الفضية                                         | البرونزية                                          |
| ------------- | ----------------------------------- | ---------------------------------------------- | -------------------------------------------------- |
| الرماية (فرق) | الكويت · طلال الرشيدي · سارة الحوال | كازاخستان · فيكتور خاسيانوف · ماريا دميتريينكو | الصين · يو هايتشنغ · وانغ شياوجينغ                 |
| الرماية (فرق) | الكويت · طلال الرشيدي · سارة الحوال | كازاخستان · فيكتور خاسيانوف · ماريا دميتريينكو | الصين · تشي ينغ · وو تسويتسوي                      |
| السكيت (فرق)  | الصين · يو زيتشينغ · جيانغ ييتينغ   | الصين · دون يويهنغ · وي نينغ                   | الكويت · عبد الله الرشيدي · إيمان الشماع           |
| السكيت (فرق)  | الصين · يو زيتشينغ · جيانغ ييتينغ   | الصين · دون يويهنغ · وي نينغ                   | كازاخستان · ألكسندر ييخشينكو · أناستاسيا مولشانوفا |

## جدول الميداليات
*   البلد المضيف (مضيف)
| المرتبة | فريق      | ذهبية | فضية | برونزية | المجموع |
| ------- | --------- | ----- | ---- | ------- | ------- |
| 1       | الكويت    | 4     | 3    | 1       | 8       |
| 2       | الصين     | 3     | 3    | 4       | 10      |
| 3       | كازاخستان | 2     | 2    | 6       | 10      |
| 4       | قطر       | 1     | 1    | 0       | 2       |
| 5       | تايلاند   | 0     | 1    | 0       | 1       |
| 6       | السعودية  | 0     | 0    | 1       | 1       |
| المجموع | المجموع   | 10    | 10   | 12      | 32      |

## روابط خارجية
- الاتحاد الآسيوي للرماية

|
1. 1 2  "3 ذهبيات للرماية الكويتية في كازاخستان". كووورة. 01 أغسطس 2022. اطلع عليه بتاريخ 2025-08-15.
2. ↑  "تنظيم كأس العالم أكبر نجاحات قطر في 2022". كووورة. 28 ديسمبر 2022. اطلع عليه بتاريخ 2025-08-15.